# Olesja Alijeva
Olesja Murtazalijevna Alijeva (rusko Олеся Муртазалиевна Алиева), ruska alpska smučarka, * 17. avgust 1977, Kamenomostski.
Nastopila je na olimpijskih igrah 1998 in 2006, kjer je bila najboljša 33. v smuku. V treh nastopih na svetovnih prvenstvih je najboljšo uvrstitev dosegla leta 1999 s 33. mestom v smuku. V svetovnem pokalu je tekmovala osem sezon med letoma 1998 in 2006 ter dosegla eno uvrstitev na stopničke v smuku. V skupnem seštevku svetovnega pokala je bila najvišje na 79. mestu leta 2000.